# Kampen kirke (Oslo)

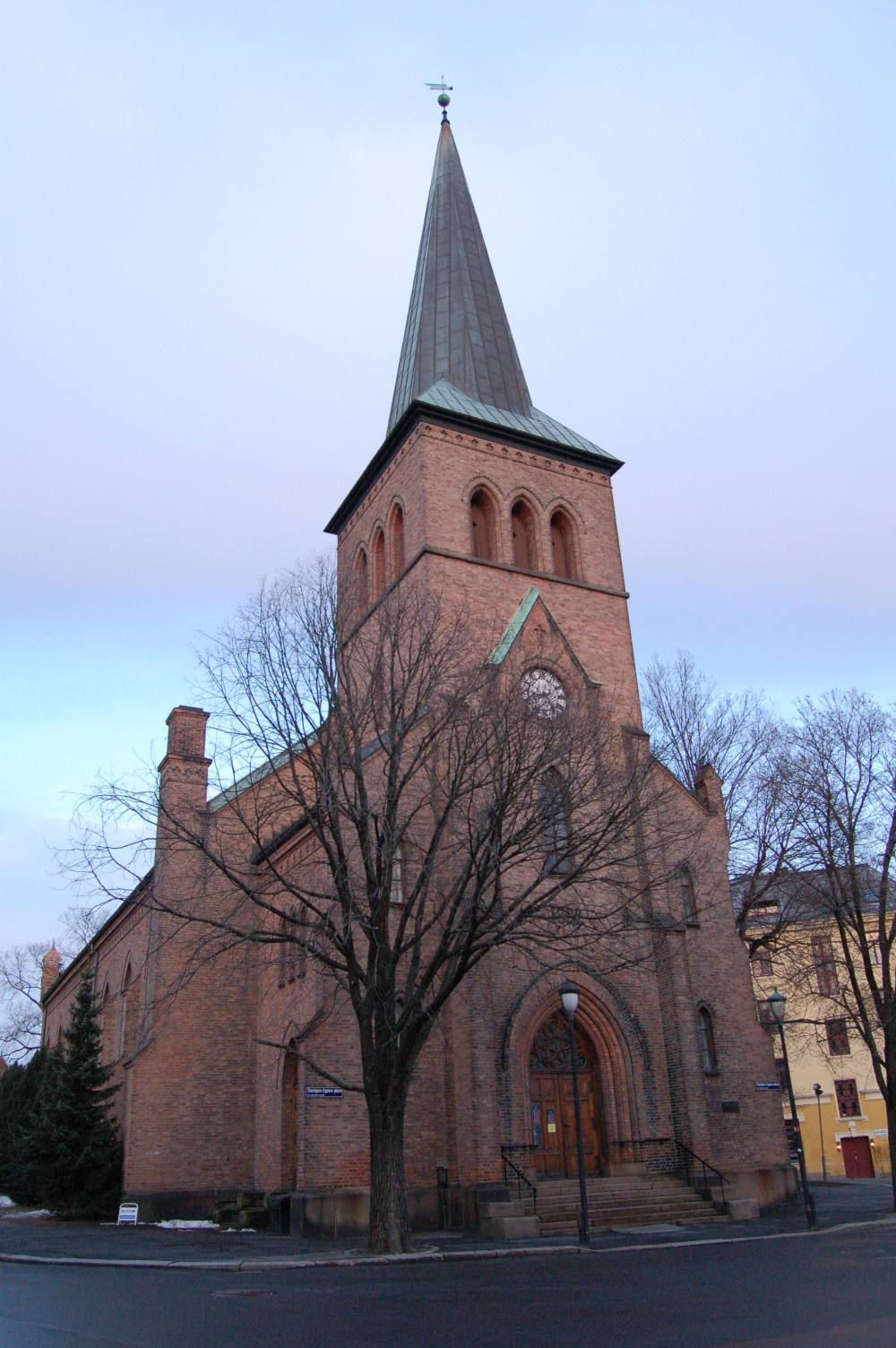
Kampen kirke vom Thorbjørn-Egners-Platz aus betrachtet.

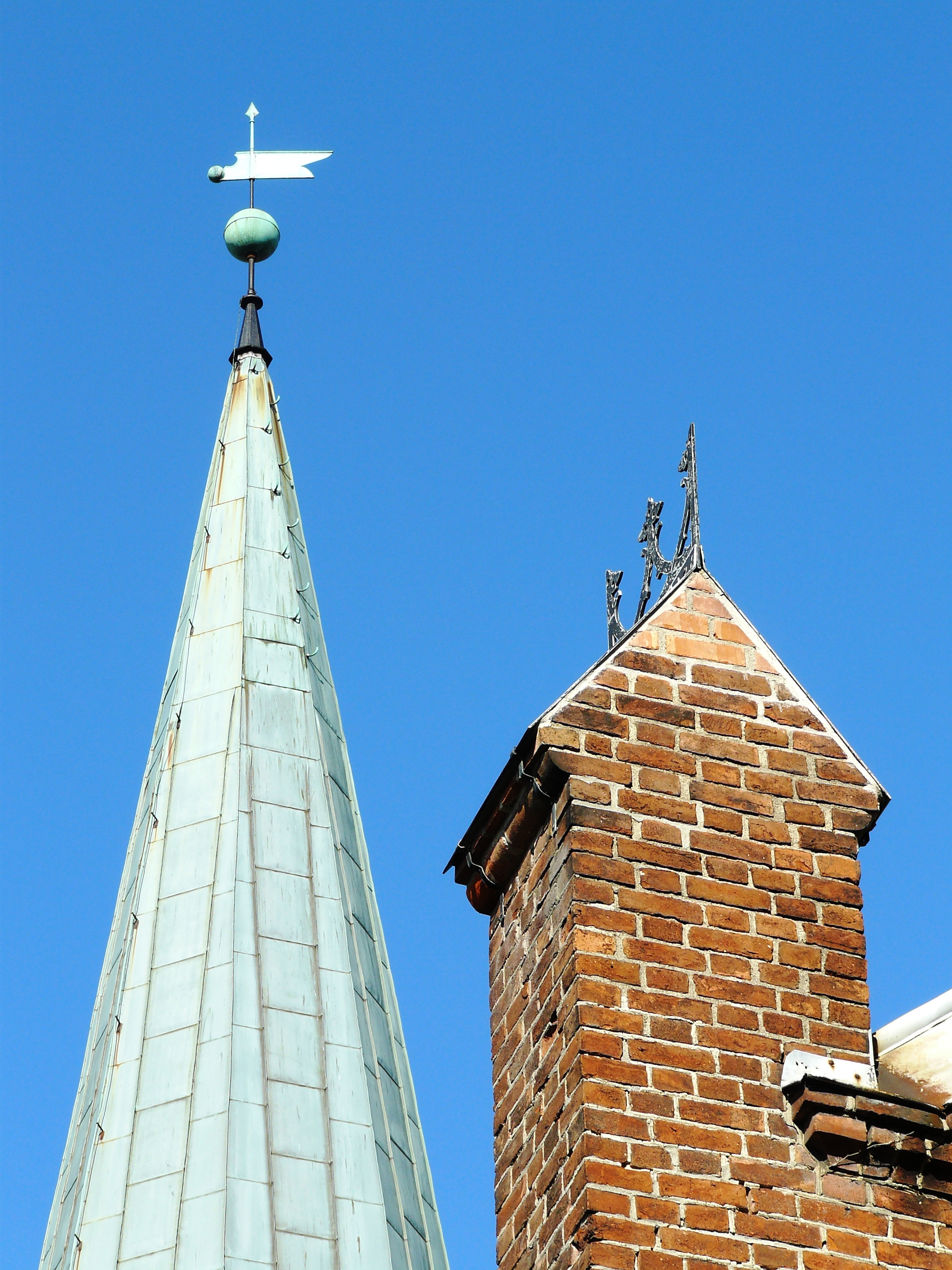
Kampen kirke, Details an der Turmspitze

Kampen kirke (deutsch „Kampen-Kirche“) ist ein Kirchengebäude der (evangelisch-lutherischen) Norwegischen Kirche im Stadtteilgebiet Kampen im Stadtteil Gamle von Oslo in Norwegen.

## Geschichte und Beschreibung
Nach einem Brand 1878 im Osloer Stadtviertel Kampen, kamen mehrfach Überlegungen auf, in den entstandenen Baulücken, eine Kirche für das Gebiet zu errichten, was dann auch schließlich vom Bistum Oslo beschlossen wurde.
Die neue Kirchgemeinde wurde dazu bereits am 29. Mai 1880 ins Leben gerufen. In der Zwischenzeit nutze die Gemeinde die Grønland kirke und das Betania Bedehus für ihre Gottesdienste. Die Kampen-Kirche wurde 1882 in einem einfachen neugotischen Baustil von dem dänisch-norwegischen Architekten Jacob Wilhelm Nordan gebaut. Die Baukosten für das Bauwerk betrugen rund 108.000 Kronen. Die Einweihung fand  am 29. November 1892 durch den Osloer Bischof Carl Peter Parelius statt.
Das Bauwerk hat als sogenannte Langkirche (norwegisch langkirke) einen rechteckigen Grundriss und verfügt über 550 Sitzplätze. Die Fassade des Kirchenbaus besteht aus rotem Backstein und das Helmdach des Kirchturmes ist mit Kupferblech bedeckt. Das Altarbild der Kirche zeigt zwei Frauen am Grab Jesu am Ostermorgen und wurde 1884 von dem norwegischen Maler und Bildhauer Axel Ender geschaffen sowie 1913 restauriert. 1940 wurde die Kirche erstmals saniert und dabei der Innenraum des Kirchenschiffes mit einer neuen Bemalung versehen. Direkt an der Kirche befindet sich der Friedhof der Gemeinde.

## Kulturdenkmal
Die Kampen kirke ist als Kulturdenkmal unter der Nummer 84758 beim Riksantikvaren registriert worden.